# TQL Stadium
Le TQL Stadium (ou West End Stadium pendant sa phase de construction) est un stade de soccer situé dans le quartier de West End (en), à Cincinnati, dans l'Ohio. Il est la propriété du FC Cincinnati. Construit sur le site de l'ancien Stargel Stadium. Il est inauguré le 1er mai 2021.

## Histoire

### Projet de construction
Le groupe de propriété du FC Cincinnati a officiellement soumis son offre pour intégrer la Major League Soccer en janvier 2017, y compris une liste restreinte d'emplacements pour un futur stade, afin de répondre aux exigences de la MLS pour un site spécifique au soccer,. La franchise a d'abord suggéré la possibilité de construire un nouveau stade fin novembre 2016, lorsque la franchise a accueilli le commissaire de la MLS, Don Garber (en) lors d'une visite d'une journée. Durant cette réunion publique tenue avec les partisans, Garber a suggéré que le Nippert Stadium n'est pas une solution à long terme pour la franchise. Puis, Jeff Berding (en), déclare lors de la réunion que le club a récemment commencé à rechercher des sites dans ou à proximité du « noyau urbain » de Cincinnati.
Le FC Cincinnati a réduit la liste à trois sites pour le futur stade en mai 2017 ; le Stargel Stadium dans le quartier de West End (en), l'ancienne usine Milacron (en) à Oakley (en) sur l'Interstate 71 et un site riverain à Newport dans le Kentucky,. Le club dévoile les conceptions préliminaires d'un stade en juin 2017, décrivant les plans d'un stade en forme de fer à cheval avec un toit continu avec une capacité entre 25 000 et 30 000 personnes. Il est conçu par Dan Meis (en) avec une peau extérieure translucide en PTFE, recouverte d’un éclairage LED, permettant de changer de couleur de la même manière que l'Allianz Arena,,.
Le FC Cincinnati présente sa candidature à la MLS en décembre, y compris un projet de construction sur le site d'Oakley,, mais la MLS a attribué la nouvelle expansion à Nashville.
Finalement, en janvier 2018, le club signe un contrat d'option avec la Cincinnati Metropolitan Housing Authority pour acquérir un terrain dans le quartier de West End. Le mois suivant, le FC Cincinnati a révélé son intention d'effectuer un échange de terrain avec les écoles publiques de Cincinnati pour acquérir le Stargel Stadium sur le campus de Taft High School (en), contre la construction d'un nouveau stade à proximité. L'échange de terrain nécessite l'approbation du conseil d'administration des écoles publique de Cincinnati, qui refuse l'offre du club en raison des règles de réduction d'impôt, ce qui exigerait 20 millions de dollars supplémentaires en taxes à payer par le FC Cincinnati,. En réponse, le FC Cincinnati annonce en mars qu'il retire le site de West End de la considération et se concentre sur les deux sites restants, qui ont le soutien de leurs gouvernements de comté respectifs,. Début avril, cependant, le club annonce que les sites d'Oakley et de Newport ne sont plus en lice, en raison de l'éloignement du site d'Oakley et d'un différend de propriétaire foncier à Newport, et que le FC Cincinnati relance les négociations pour le site de West End,.
Le conseil scolaire a reçu une offre du club de 25 millions de dollars, également de construire un nouveau stade à proximité d'un montant de 10 millions de dollars. Puis, le conseil scolaire a approuvé à l'unanimité l'échange de terrain le 10 avril. Le club signe un accord d'avantages communautaires avec le West End Neighborhood Council, malgré l'opposition d'une majorité du conseil, mais la proposition est amendée et acceptée par une majorité du conseil des semaines plus tard,. Le 16 avril, le conseil municipal a voté 5-4 pour une ordonnance de 40 millions de dollars en améliorations d'infrastructure pour soutenir le projet de construction. Un deuxième vote du conseil municipal le 16 mai approuve l'entente sur les avantages communautaires et c'est la dernière action de la ville nécessaire avant une décision de la MLS. La ligue attribue la franchise d'expansion au FC Cincinnati le 29 mai.
La construction d'un nouveau stade de 200 millions de dollars avec des fonds publics est restée controversée, aboutissant à la formation d'un groupe de citoyens en 2017 pour faire du Nippert Stadium le stade permanent de la franchise de Cincinnati,. Au cours des négociations finales pour le site de West End, un groupe distinct a proposé que l'accord sur les avantages communautaires soit décidé lors d'un référendum public, mais il est rejeté au motif que le conseil municipal a utilisé une ordonnance d'urgence pour approuver l'accord sur le stade.
Selon un schéma de conception préliminaire publié en mai 2018, le stade comptera 21 080 places, dont 3 970 places premium et 28 080 places dans une future expansion. Cependant, en juin 2018, le club a déclaré qu'il recommence la conception du stade,. Puis, en octobre 2018, le FC Cincinnati a publié de nouvelles images conceptuelles du West End Stadium pour la première fois depuis la finalisation du site du stade. Comme dans les conceptions précédentes, le stade aura une peau extérieure translucide en PTFE, recouverte d’un éclairage LED. Le stade aura une capacité entre 25 500 et 26 500 spectateurs et les dimensions du stade sont également connues (la hauteur maximale du stade va être inférieure à 37 mètres).
En réponse aux critiques des résidents de West End, le projet de construction est modifié à nouveau en février 2019. La couleur orange du toit est remplacée et le parking de 428 places est déplacé à l'intersection de Central Parkway et de Wade Street. Les plans de 9 300 m2 de développement résidentiel et commercial supplémentaire le long de Central Parkway sont abandonnés au profit de l'ouverture de la rue avec une place. Une ligne de transmission de Duke Energy est enterrée sous le site du stade. La ville a par la suite approuvé une vente d'un terrain supplémentaire pour le stade au cours du même mois, lors du rachat du parking de la police du District 1, une transaction d’une valeur d’au moins 8 millions de dollars. Le club a également engagé une société de conseil pour déterminer l'impact du stade sur le Music Hall, y compris des tests avec des cartouches à blanc d'un fusil de chasse et a conclu que le bruit du stade interfère avec les performances musicales de la salle de concert.
Dan Meis (en) est démis de ses fonctions par le FC Cincinnati et remplacé par Populous. Le nouveau projet est annoncé en mars 2019, avec une version réduite de l'éclairage orange sur le toit et à l'extérieur,. Le club a également acquis plusieurs propriétés supplémentaires en avril 2019 le long de Wade Street pour construire un parking plus grand,. Le club veut faire un changement de zonage pour ajouter une zone commerciale sur Wade Street a suscité des critiques en raison du déplacement potentiel d'au moins 17 résidents des immeubles d'habitation existants sur la propriété,,.
En juillet 2019, Populous et le FC Cincinnati ont dévoilé un nouveau design pour le West End Stadium qui remplace la peau extérieure translucide en PTFE par un éventail de palmes qui s'allument individuellement pour créer des effets spéciaux. Il y aura 513 ailerons, un hommage à l'indicatif régional 513 de Cincinnati. Le club propose d'inclure des publicités et d'autres promotions sur le système d'éclairage, mais il est rejeté par le conseil communautaire d'Over-the-Rhine, qui a également critiqué l'autorisation d'éclairage toute l'année. La capacité finale du stade est de 26 000 spectateurs, dont 59 suites et 4 500 places premium. Le stade inclut 3 100 places debout qui va remplacé le Bailey. Le stade va mettre en vedette le logo du lion ailé « Gary » et le sigle « FCC » en orange sur un champ de sièges bleu marine,.

### Travaux
Le West End Stadium est conçu par Populous. Turner Construction (en) est embauché comme maître d'œuvre, travaillant aux côtés de Jostin Construction, entre 200 et 400 personnes sur site pendant la durée de la construction,. Machete Group assure la supervision du projet en tant que représentant du FC Cincinnati. Le projet de construction commence en 2019, après l'achèvement du nouveau Stargel Stadium à proximité.
Le Stargel Stadium est définitivement fermé  le 26 octobre 2018 et la démolition commence le mois suivant,. Le nouveau Stargel Stadium est construit au sud-ouest de Taft High School (en) et il est inauguré le 13 septembre 2019 lors d'une victoire des Senators de Taft contre les Tigers de Withrow (en),. La cérémonie de début des travaux du nouveau stade a lieu le 18 décembre 2018, en présence du commissaire de la ligue, Don Garber (en) et des élus locaux, dont le maire de Cincinnati John Cranley (en),,. Les premiers travaux doivent débuter en janvier 2019. Le coulage de la fondation doit commencer en mars, suivi du montage de la structure doit commencer en mai. Cependant, ces dates sont repoussées à juillet et novembre, selon le site web du stade.
Les travaux se poursuivent pendant la pandémie de Covid-19,. Le montage de la structure commence en novembre 2019, puis en juillet 2020, la structure principale du stade est en place. En août 2020, il y'a eu deux « incidents racistes » ont entraîné l’arrêt des travaux sur le stade et le vice-président de Turner Construction, déclare que chaque personne sur le site va participé à une formation contre les préjugés. En janvier 2021, la nouvelle pelouse est installée. Les premiers tests du système d'éclairage a eu lieu le 18 mars,. La construction du stade est achevée le 1er mai 2021, après plus de deux ans de travaux,.

Le logo provisoire utilisé jusqu'en avril 2021.
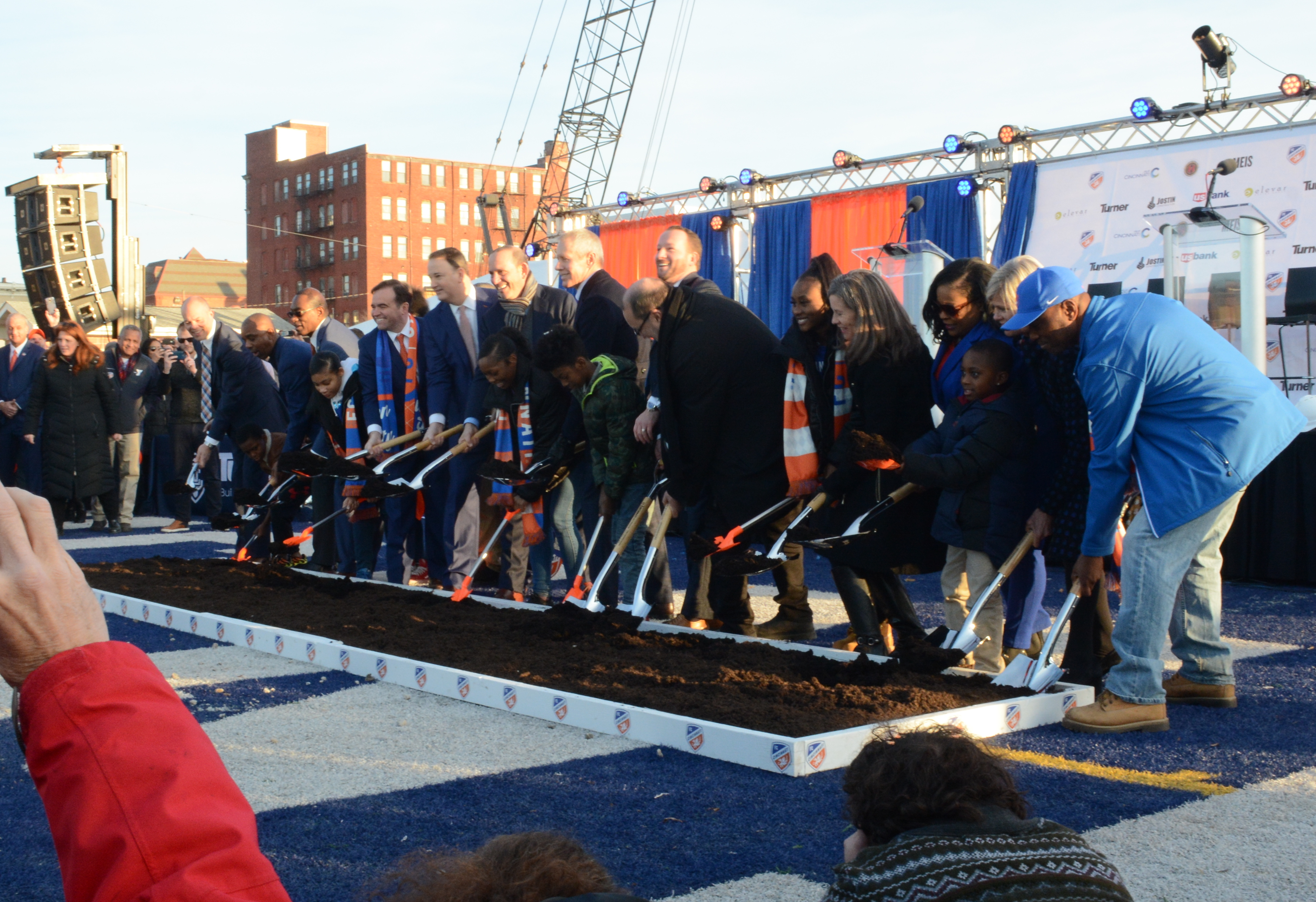
La cérémonie de début des travaux.
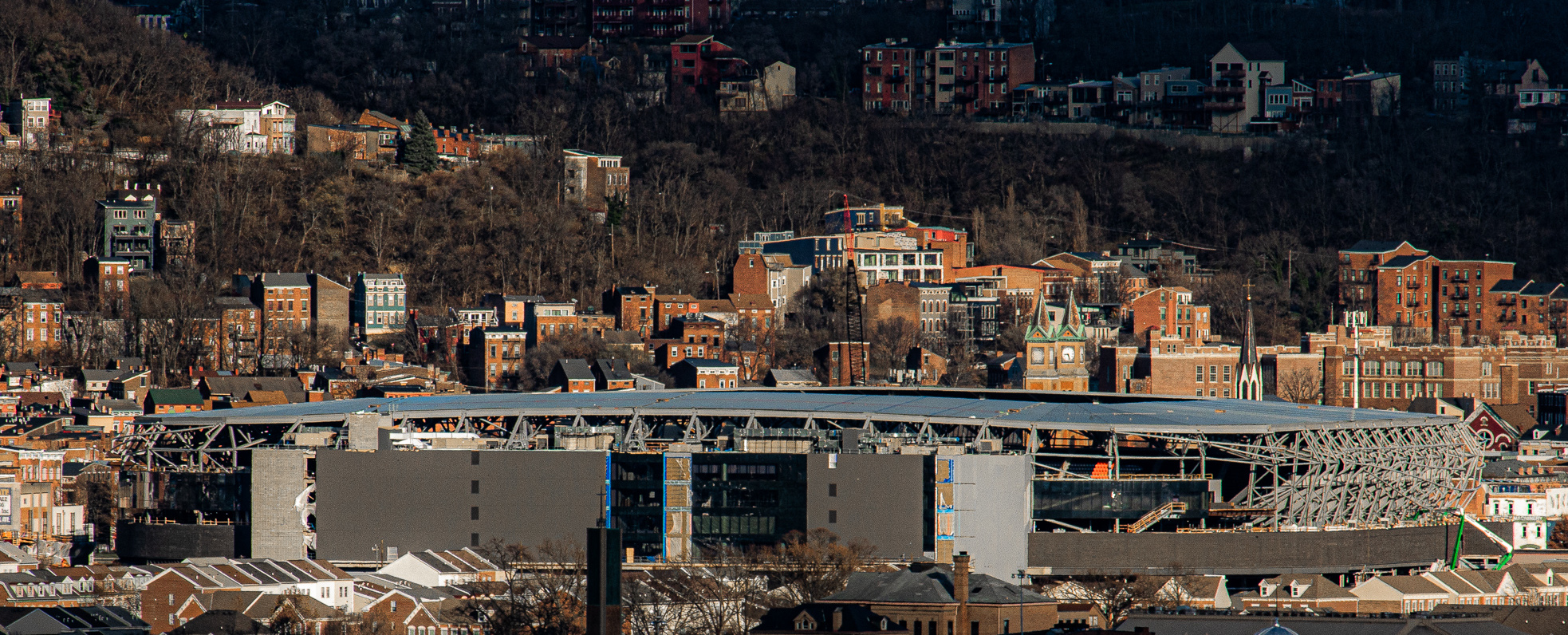
Chantier en décembre 2020.

### Coût et financement
Le coût de construction du stade est estimé à 250 millions de dollars, avec la majorité du financement provenant du FC Cincinnati et de son groupe de propriété. Le club finance également 6,2 millions de dollars dans les améliorations de West End (en) et 10 millions de dollars pour construire le nouveau Stargel Stadium, en plus des 25 millions de dollars aux écoles publiques de Cincinnati dans le cadre de l'accord d'utilisation du site. Les améliorations d'infrastructure autour du stade sont payées par des fonds municipaux d'un montant de 34 millions de dollars et de 19 millions de dollars du comté de Hamilton et de l'État de l'Ohio,,. En juin 2018, le club désigne la U.S. Bank comme partenaire financier du projet.

### Nom
Le 4 mai 2020, le FC Cincinnati annonce un partenariat avec la First Financial Bank (en), qui prévoit de nommer l'espace premium du stade la « First Financial Club ».
Le 22 juin 2020, la franchise de Cincinnati a intenté une action contre Premier Partnerships, une société qu'elle a engagée pour négocier un contrat de naming, alléguant une négligence coûtant à l'équipe des dizaines de millions de dollars. Le dossier de l'équipe allègue que Premier a poussé l'équipe à conclure un accord avec un sponsor potentiel à des conditions contraires aux règles de la Major League Soccer ou financièrement irréalisables pour l'équipe. Le procès ne mentionne pas le nom de la société, mais le Cincinnati Enquirer a rapporté que les documents joints à la poursuite mentionnaient Mercy Health (en), le sponsor du maillot de l'équipe.
Le 21 avril 2021, Total Quality Logistics (en) (TQL) et le FC Cincinnati ont annoncé un accord de droits de dénomination « à long terme » pour le nouveau stade,.

### Rencontre inaugurale

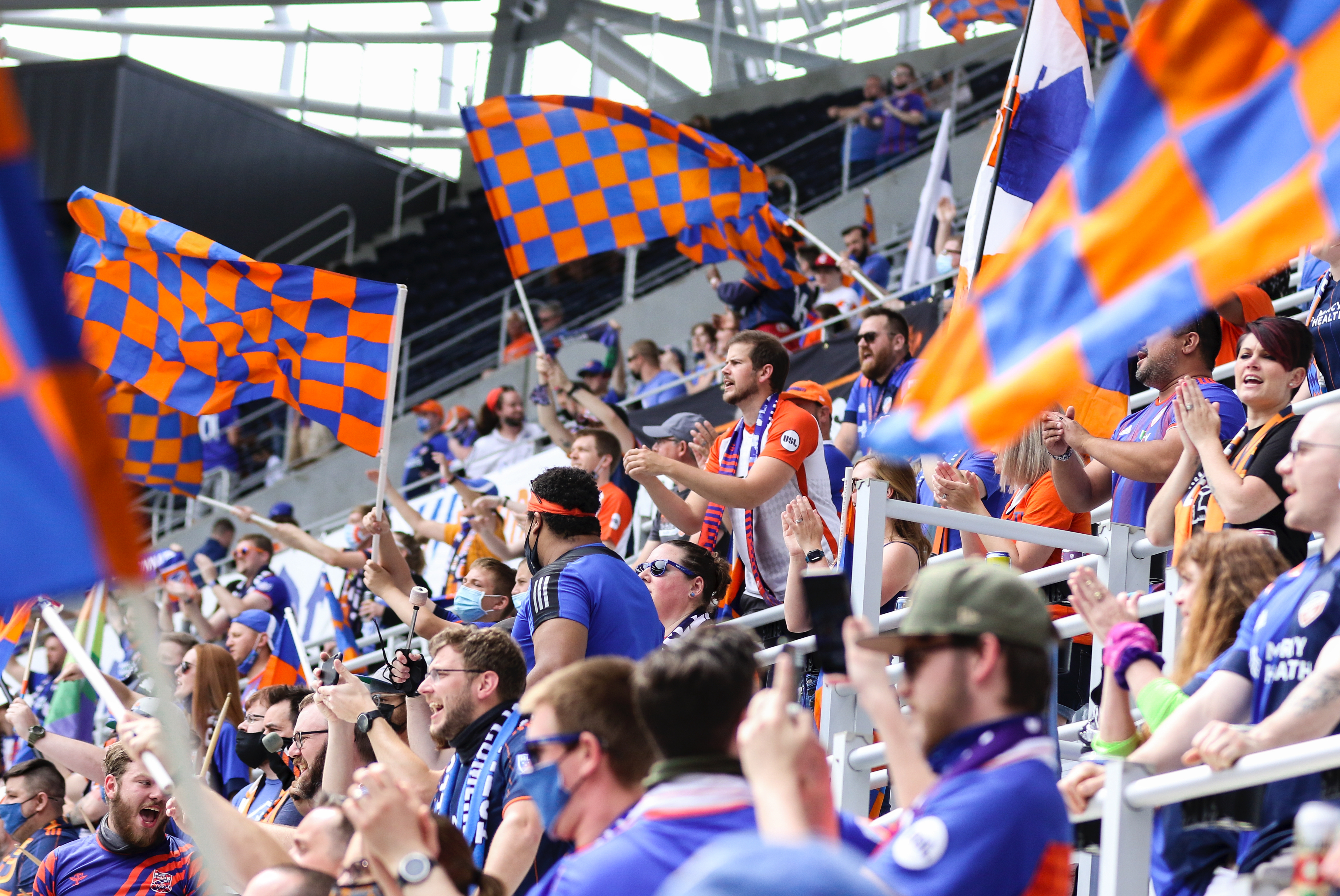
Groupes de supporters lors du premier match dans le nouveau stade

Le FC Cincinnati annonce le 10 mars 2021 que la rencontre inaugurale du nouveau stade va se dérouler le 16 mai, contre l'Inter Miami CF, à l'occasion d'une rencontre de Major League Soccer et la capacité sera limitée à 23% (soit 6 000 places),. Malgré des places limitées pour le premier match à domicile du FC Cincinnati au TQL Stadium n’ont pas empêché des milliers de personnes de affluer autour du nouveau stade. Le FC Cincinnati s’est incliné contre l'Inter Miami CF (2-3) pour son premier match officiel en son nouvel antre. Ainsi, le tout premier joueur à avoir marqué dans cette enceinte ultra-moderne est Brek Shea, puis Gonzalo Higuaín inscrit le premier doublé et Álvaro Barreal marque le premier but du FC Cincinnati en seconde mi-temps,.

## Utilisation du stade

### FC Cincinnati
Le stade accueille le FC Cincinnati, franchise de soccer évoluant en Major League Soccer.
Le 9 juillet 2021, le FC Cincinnati remporte son premier point au TQL Stadium, lors du Hell is Real Derby (en) face au Crew de Columbus (2-2). Après neuf matchs sans victoire à domicile, il remporte enfin sa première victoire contre Toronto FC le 11 septembre (victoire 2-0). Cette victoire est la deuxième de la saison et met fin à sa série de douze matchs sans victoire.

### Événements sportifs
Le 28 juillet 2021, U.S. Soccer annonce que le tout nouveau stade accueillera une rencontre internationale entre les États-Unis et le Mexique le 12 novembre, comptant pour les éliminatoires de la Coupe du monde 2022,. Le match se joue à guichets fermés et les Stars and Stripes gagnent la rencontre 2 buts à 0,. C'est la troisième défaite des Mexicains face aux 
États-Unis en une seule année.
Le 18 août 2021, l'équipe nationale féminine des États-Unis jouera son premier match au TQL Stadium, contre le Paraguay le 21 septembre,. Le Cincinnati Enquirer a confirmé que plus de 20 000 billets ont été vendus pour le match amical. Les Américaines remportent la rencontre sur une large victoire de 8 buts à 0, dont un doublé de Catarina Macario et triplé d'Alex Morgan,.
Le 20 avril 2022, les Stars and Stripes annoncent qu'ils disputeront leur premier match de préparation pour la Coupe du monde 2022, face au Maroc au TQL Stadium, le 1er juin 2022,. Les États-Unis gagnent ce match 3-0. Malgré la victoire, Christian Pulisic critique le manque de soutien des supporters de l’USMNT lors de son interview d’après-match.
Le 10 avril 2023, la CONCACAF annonce que le TQL Stadium est retenu pour accueillir des matchs du tournoi de la Gold Cup 2023,. Il accueille deux quarts de finale de la compétition, le 9 juillet 2023. C’est la première fois que Cincinnati accueille un match de la Gold Cup,.

### Événements non sportifs
Le TQL Stadium accueille le groupe britannique de rock The Who, dans le cadre de la tournée « The Who Hits Back »,. C’est le premier concert du groupe dans la ville depuis la catastrophe lors d’un de leurs concerts en 1979 (en),. Avant le début du concert, le groupe a publié une déclaration sur Twitter demandant aux gens d’honorer ceux qui ont perdu la vie lors du concert de 1979. Cet événement du 15 mai 2022 est le premier concert organisé dans le nouveau stade devant 16 988 spectateurs. Les profits du concert iront au PEM Memorial, un fonds de bourses d’études créé à la mémoire de trois anciens élèves de l'école secondaire Finneytown qui ont perdu la vie en 1979,.

## Prix et récompenses
Le 14 mars 2022, TQL Stadium est nommé finaliste du prix Sports Business dans la catégorie « Installation sportive de l’année »,. C'est le Climate Pledge Arena qui remporte le prix le 18 mai suivant,. Le 28 septembre 2022, il remporte le prix World Football Summit dans la catégorie « Meilleur site de l’année »,. Le 19 décembre suivant, il remporte le prix Versailles de l'UNESCO dans la catégorie « Sports »,.

## Galerie

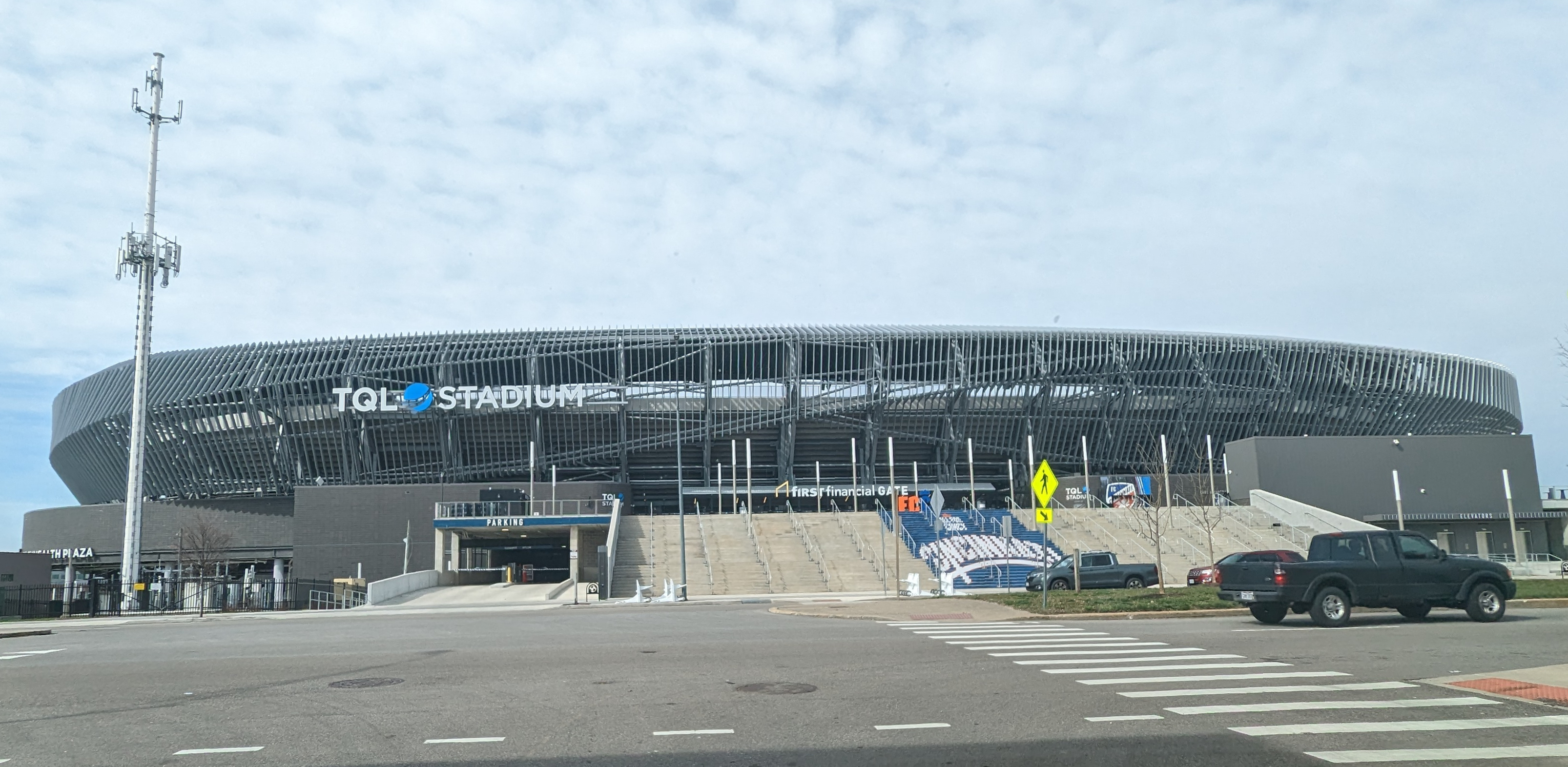
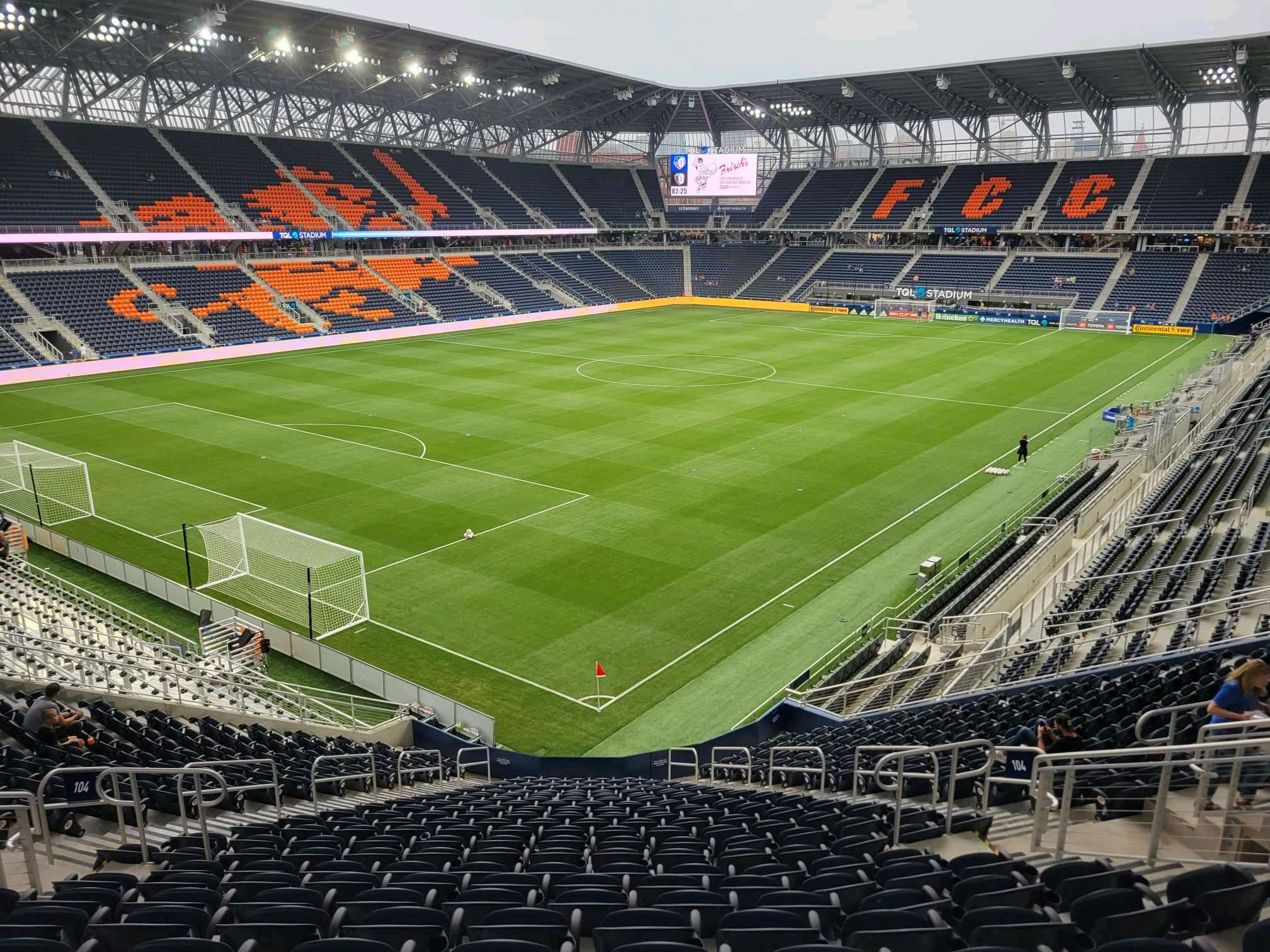
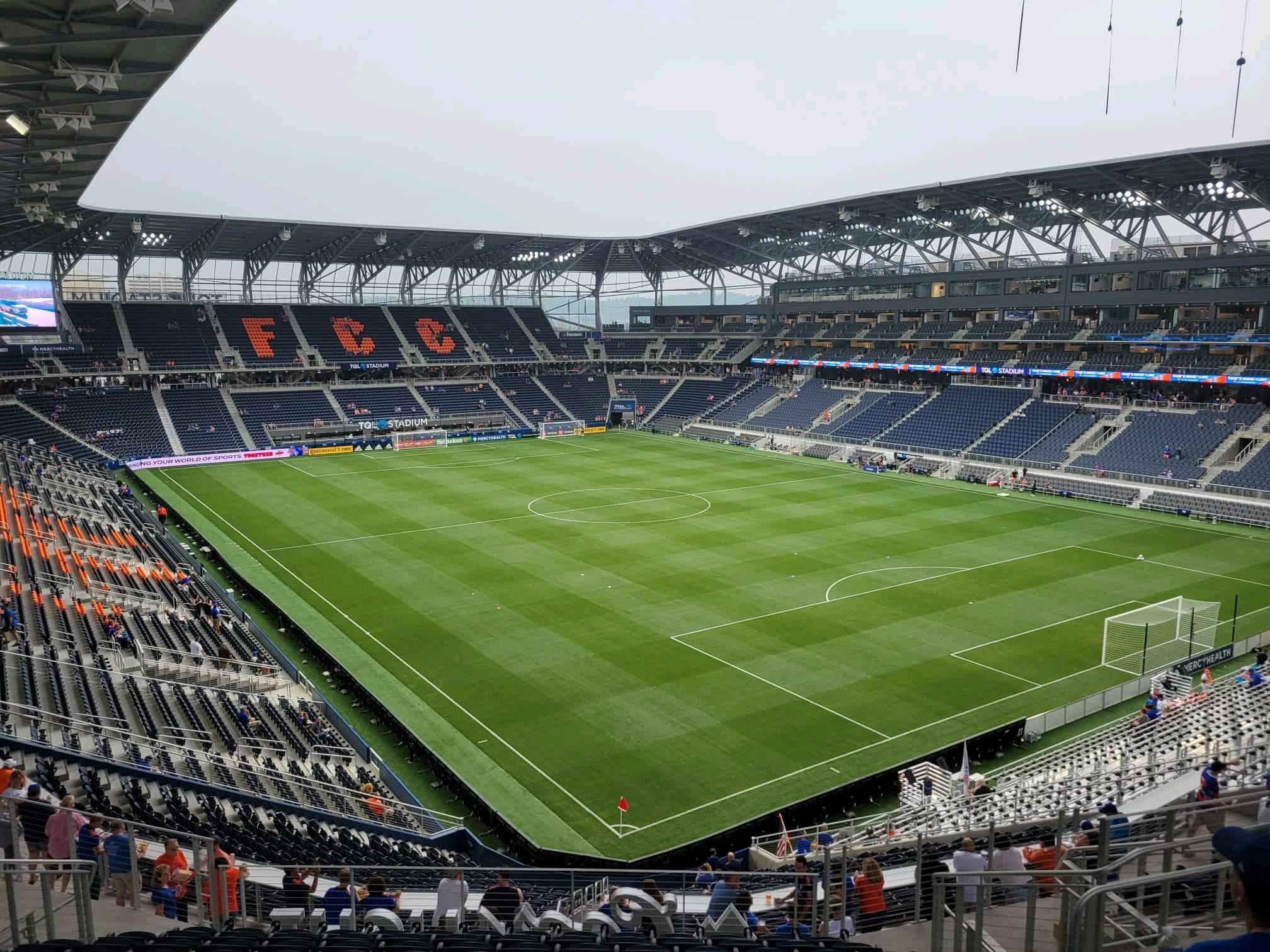